# Lake Alta
Der Lake Alta ist ein Karsee in den The Remarkables bei Queenstown in der Region Otago auf der Südinsel Neuseelands.
Der See befindet sich auf einer Höhe von rund 1.800 m ist etwa 500 m lang und 25 m breit und ist im Winter mit einer etwa 1 m starken Eisdecke bedeckt. Dann wird er von Skifahrern und Snowboardfahrern genutzt. Zeitweise wird er auch zum Eistauchen verwendet und jährlich wird hier durch den Tauchclub von Cromwell ein Treffen von Eistauchern organisiert.